# Beyond Lies the Wub
Beyond Lies the Wub est un recueil de nouvelles de Philip K. Dick.

## Contenu
- Préface
- Introduction de Roger Zelazny
- Stability
- Roog
- The Little Movement
- Beyond Lies the Wub (L'Heure du wub)
- The Gun
- The Skull
- The Defenders (Les Défenseurs (nouvelle))
- Mr. Spaceship
- Piper in the Woods
- The Infinites
- The Preserving Machine
- Expendable
- The Variable Man
- The Indefatigable Frog
- The Crystal Crypt
- The Short Happy Life of the Brown Oxford
- The Builder
- Meddler
- Paycheck (La Clause du salaire)
- The Great C
- Out in the Garden
- King of the Elves
- Colony
- Prize Ship
- Nanny (La Nanny)